# Serghei Stroenco
Serghei Stroenco (22 de febrero de 1967 - 24 de diciembre de 2013) fue un jugador profesional de fútbol moldavo y gerente.

## Carrera internacional
Stroenco ha hecho 46 apariciones con la selección de fútbol de Moldavia.

## Otros datos
Serghei Stroenco fue uno de los 11 jugadores de fútbol de Moldavia impugnados y golpeados por Tony Hawks y sus características en su libro Playing the Moldovans at Tennis.